# Björn Michel
Björn Michel (* 7. Februar 1975 in Wiesbaden) ist ein deutscher Hockeyspieler, der 2002 Weltmeister wurde.
Björn Michel wuchs in Bernried am Starnberger See auf, wo sein Vater als Arzt eine Rehabilitationseinrichtung leitete. Dirk Michel war von 1966 bis 1971 selbst Hockeynationalspieler gewesen und trainierte seine Söhne und andere Jugendliche in Bernried. Anfangs wurde Björn Michel nur an den Spieltagen zum Münchner SC gebracht. Erst in der B-Jugend nahm Björn Michel am Vereinstraining teil, einmal wöchentlich, wenn sein Vater beruflich in München zu tun hatte.
Björn Michel spielte in 91 Länderspielen in den verschiedenen Jugendnationalmannschaften. 1993 wurde er unter Trainer Bernhard Peters Juniorenweltmeister. 1993 debütierte er auch in der deutschen Hockeynationalmannschaft, er spielte wie in den Juniorenmannschaften Innenverteidiger oder Libero. Erst 1998 wurde er in der Nationalmannschaft als Stürmer eingesetzt. Insgesamt bestritt er 334 Länderspiele, davon 27 in der Halle. Mit 229 Toren ist der Strafeckenspezialist der Rekordtorschütze der deutschen Nationalmannschaft. (Stand 2024) Er war auch Rekordnationalspieler, wurde aber später von Philipp Crone übertroffen.
1995 gewann er bei der Europameisterschaft, 1997 wurde er Europameister in der Halle. Auf Weltmeisterschaftsbronze 1998 folgten 1999 gleich zwei Europameistertitel, als das Team sowohl in der Halle als auch im Freien siegte. Bei seiner ersten Olympiateilnahme 2000 wurde er lediglich Fünfter. Auf den Halleneuropameistertitel 2001 folgte der Sieg in der FIH Champions Trophy, Michels zweiter nach 1997. 2002 wurde Michel dann mit der deutschen Mannschaft in Kuala Lumpur (Malaysia) Weltmeister. 2003 stand Michel bei drei Meisterschaften hintereinander im siegreichen Team: Er wurde Europameister, Hallenweltmeister und Halleneuropameister. Zum Abschluss seiner Karriere gewann Michel bei den Olympischen Spielen 2004 die Bronzemedaille, das entscheidende letzte Tor schoss Björn Michel selbst.
Dafür wurde er – zusammen mit der Mannschaft – am 16. März 2005 mit dem Silbernen Lorbeerblatt ausgezeichnet.